# Brenkley
Brenkley är en by i civil parish Dinnington, i distriktet Newcastle upon Tyne, i grevskapet Tyne and Wear i England. Byn är belägen 11 km från Newcastle upon Tyne. Brenkley var en civil parish 1866–1955 när blev den en del av Dinnington och Brunswick. Civil parish hade 28 invånare år 1951.